# Саймон Флекснер
Саймон Флекснер (англ. Simon Flexner; 25 березня 1863, Луїсвілл, Кентуккі, США — 2 травня 1946, Нью-Йорк) — американський лікар, науковець, бактеріолог, організатор охорони здоров'я, професор експериментальної патології в Пенсильванському університеті (1899—1903), директор інституту фонду Рокфеллерів.

## Біографія

### Походження та сім'я
Він походив з освіченої єврейської родини з Чехії, яка іммігрувала до Кентуккі. Його батьками були Моріц Флекснер, іммігрант з Ноймарка, Богемія, який став успішним оптовим торговцем. та Естер з Родена, Німеччина. У нього було ще 6 братів та 2 сестри. Один з його братів Яків став провізором і лікарем; Бернард — лідером сіоністів; Авраам (Abraham Flexner) став освітянином, який значно вплинув на напрямок медичної освіти в США.
Авраам Флекснер провів наукове дослідження і в 1910 році склав звіт про якість викладання в 155 медичних навчальних закладах США та Канади, опублікований у бюлетені № 4 Фонду Карнегі та переданий до Конгресу США, який зробив його висновки юридично законними. Згідно з його оцінкою, стан навчальних програм та якість навчання переважної більшості установ були жахливими, при цьому особливою ненауковістю вирізнялися викладачі гомеопатичних коледжів. Школа медицини Університету Джонса Гопкінса була запропонована як стандарт для інших медичних установ. У доповіді Флекснера було надано рекомендації відчутно скоротити кількість медичних навчальних закладів, здійснити їх реконструкцію та централізацію, встановити більш високі стандарти для вступу до них, ніж були до цього, дотримуватися наукових протоколів у викладацьких і дослідницьких роботах, надати медичним школам контроль над клінічним навчанням у лікарнях, посилити державне регулювання видачі медичних ліцензій. Ці рекомендації лягли в основу вимог, встановлених Американською асоціацією медицини, відповідно до яких медичні школи та університети перевели медичну освіту на сучасні наукові розробки та прийняли єдині стандарти в освітніх програмах у всіх штатах. Після доповіді в країні було об'єднано або повністю закрито більше половини всіх медичних коледжів, решту було впорядковано та уніфіковано. У багатьох штатах почалося державне ліцензування лікарів.

### Освіта та робота на початку кар'єри
Флекснер навчався в державній школі в Луїсвіллі й був учнем провізора, який спрямував його в фармацевтичний коледж Луїсвілля. Флекснер закінчив його у 1882 році. Потім він працював у аптеці свого старшого брата і вивчав медицину в Луїсвільському університеті, отримавши ступінь доктора в 1889 році. Хоча медична школа тоді не мала можливості для лабораторних досліджень, Флекснер придбав мікроскоп, за допомогою якого він вивчав патологічні тканини та робив мікроскопічні обстеження для лікарів, які користувалися для лікування своїх пацієнтів аптекою Флекснера.

### Подальша кар'єра
У 1890 році, за пропозицією брата Авраама, Саймон поїхав до Балтимору навчатися патології та бактеріології в госпіталі Джонса Гопкінса разом з Вільямом Генрі Велчом, який допоміг йому з призначенням стипендії. Він став доцентом у 1891 році. А в 1892 році, коли відкрилася Вища медична школа Джонса Гопкінса, Велч зробив його першим помічником на кафедри патології.
Тоді Флекснер вперше долучився до вивчення епідемічного цереброспінального менінгіту. У 1893 році він відвідав Європу, працював з відомим неврологом Фрідріхом фон Реклінґгаузеном у Страсбурзі, а також відвідав Прагу.

#### Виявлення одного зі збудників шигельозу
Після повернення Флекснер став резидентом (інтерном) патологічної анатомії в лікарні Джонса Гопкінса, викладаючи патологічну анатомію упродовж 1895—1898 років. У 1898 року він був призначений дійсним професором патологічної анатомії в університеті Джонса Гопкінса. У 1899 році, після придбання США Філіппінських островів, Флекснер та два його студенти кілька місяців провели в Манілі, вивчаючи стан здоров'я. Тоді ж під час цього перебування він виділив мікроорганізм від хворих на дизентерію. Ця бактерія нині відома як Shigella Flexneri. Спочатку його вважали ідентичним Shigella dysenteriae, якого раніше виявив Кіоші Шига, але 1902 року було показано, що це різні за видом збудники. По дорозі до Маніли Флекснер відвідав Японію та інститут Кітасато Сібасабуро.
Також у 1899 році його призначено професором патології в Пенсильванському університеті, де він провів важливі дослідження з питань експериментального шигельозу, експериментального панкреатиту та імунологічних проблем гемолізу та аглютинації. Одним із його соратників став молодий японський лікар Хідейо Ногучі, який приїхав з Японії недосвідченим і без грошей, але затоваришував з Флекснером на все життя.

#### Дослідження чуми
Коли в 1901 році в Каліфорнії вибухнула бубонна чума, федеральний уряд направив Флекснера до Сан-Франциско для вивчення цієї епідемії. Упродовж місяця він та декілька його однодумців підтвердили наявність збудника та склали звіт для органів охорони здоров'я, які допомогли у викоріненні епідемії.

### Робота в інституті Рокфеллера
У 1901 році Джон Д. Рокфеллер та його син Джон Д. Рокфеллер-молодший створили Інститут медичних досліджень Рокфеллера в Нью-Йорку. Флекснер, якому тоді було 38 років і який вже став відомим у національному масштабі, призначений до колегії наукових керівників інституту, до складу якої входили сім видатних науковців, очолював їх його друг і наставник Вільям Велч. У 1902 році Флекснера обрано завідувачем кафедри патології та бактеріології в інституті, і незабаром він зарекомендував себе як керівник усього інституту. Флекснер очолював його з 1920 по 1935 рік. Під керівництвом Флекснера Інститут Рокфеллера став провідним світовим центром досліджень вірусів. Флекснер зібрав сильну групу дослідників, куди увійшли, зокрема, Хідейо Ногучі та Френсіс Пейтон Раус. Колеги Флекснера описували його як людину надзвичайно гострого інтелекту, із стриманими манерами, що приховували співчутливе серце. Він керував своїми підлеглими з великою майстерністю, даючи самостійність тим, хто проявив свою компетентність, одночасно турботливо опікуючи тих, хто потребував поради. Його успіхи вразили Рокфеллерів, які послідовно збільшували кошти на дослідження. У 1902 році він змінив Вільяма Велча на посаді головного редактора журналу «Експериментальна медицина». Його компетенція як виконавця була визнана радою Фонду Рокфеллера, Фонду Карнегі та Університету Джонса Гопкінса. Його дуже важливою державною службою було керівництво відділу призначення і створення стипендій Національної ради досліджень. Стипендії надавав Фонд Рокфеллера для перспективних молодих науковців медичного фаху. Він пішов у відставку з поста директора Інституту Рокфеллера в 1935 році.

#### Дослідження менінгококової інфекції
У 1892 році Флекснер розпочав дослідження менінгококового менінгіту. В Інституті Рокфеллера, експериментуючи на мавпах, він розробив перспективне сироваткове лікування захворювання до 1903 року, яке широко застосовував під час епідемії в Нью-Йорку у 1906 році. Серед 1300 пацієнтів, про яких повідомив Флекснер у 1913 році, летальність знизилася до 31 %. Серед 169 дітей, хворих на менінгококовий менінгіт, які лікувались серотерапією у лікарні Белв'ю, Нью-Йорк, між 1928 та 1936 роками, результат був ще сприятливішим, летальність — близько 20 %. Ця сироватка залишалася найкращим способом лікуванням до тих пір, поки сульфаніламіди не були введені у медичну практику наприкінці 1930-х років.

#### Дослідження поліомієліту
Флекснер очолив дослідницьку групу, яка шукала вірус, що спричинює поліомієліт. У 1910 році, коли ця хвороба породжувала епідемії в Нью-Йорку, Флекснер та його помічники у дослідах на мавпах визначили спосіб передачі вірусу та показали, що він потрапляє в організм через ніс, атакуючи нюховий нерв. Зрештою дослідницька група чітко продемонструвала, що мавп можна заразити, вводячи вірус поліомієліту в носоглотку. Цей успіх дозволив науковцям зберегти вірус живим у лабораторії, і зрештою це призвело до підготовки захисних вакцин у 1950-х роках Альбертом Себіном та Джонасом Солком.

### Сім'я та визнання
У 1903 році Флекснер одружився з Гелен Віттал Томас, членом видатної родини квакерів Балкеморів. Батько Гелен відіграв важливу роль у створенні університету Джонса Гопкінса та його медичної школи, а також коледжу Брін Мавр, президентом якого була сестра Гелен Марта Кері. Вона допомогла розширити інтелектуальні інтереси Флекснера за межами медицини, спрямувавши його до захоплення літературою та мистецтвом. З двох їхніх синів Вільям став фізиком, а Джеймс Томас — письменником та істориком американської культури.
Флекснер був обраний членом Американського філософського товариства в 1901 році, Національної академії наук США у 1908 році та іноземним членом Лондонського королівського товариства в 1919 році. Був також членом Французької національної академії медицини та Леопольдини.
За свою тривалу кар'єру Флекснер опублікував кілька сотень наукових праць, лекцій та есе. У віці 78-и років він спільно зі своїм сином Джеймсом опублікував біографію Вільяма Велча та книгу «Героїчна доба американської медицини» (Нью-Йорк, 1941).
Помер у Нью-Йорку 2 травня 1946 року від інфаркту міокарда. 